# Algebraisk K-teori
Inom matematiken är algebraisk K-teori ett viktigt delområde av homologisk algebra och rör definitionen och tillämpningar av en följd
Kn(R)
av funktorer från ringar till abelska grupper, för alla naturliga tal n. Av historiska skäl behandlar man ofta de lägre K-grupperna K0 och K1 något annorlunda än de högre K-grupperna Kn för n ≥ 2. De lägre grupperna är enklare att behandla och har hittills haft större tillämpning än de högre grupperna. De högre K-grupperna är också betydligt svårare att beräkna (till och med när R är ringen av heltal). Den nu använda definitionen av Quillen täcker dock samtliga K-grupper.
Gruppen K0(R) generaliserar konstruktionen av idealklassgruppen av en ring genom att använda projektiva moduler. Dess utveckling på 1960- och 1970-talet var relaterat till försök att bevisa en förmodan av Serre om projektiva moduler numera känd som Quillen–Suslins sats; flera andra samband med klassiska algebraiska problem upptäcktes under denna period. Analogt är K1(R) en modifiering av enheterna i en ring, genom att använda elementär matristeori. Gruppen K1(R) är viktig inom topologin, speciellt då R är en gruppring, eftersom dess kvot Whiteheadgruppen innehåller Whiteheadtorsionen som används till att undersöka problem i enkel homotopiteori; gruppen K0(R) innehåller även andra invarianter såsom ändlighetsinvarianten. Sedan 1980-talet har algebraisk K-teori använts i ökande takt inom algebraisk geometri. Exempelvis är motivisk kohomologi nära relaterad till algebraisk K-teori.

## Lägre K-grupperna
De lägre K-grupperna upptäcktes först och gavs flera användbara beskrivningar. I följande är A alltid en ring.

### K0
Funktoren K0 tar ringen A till Grothendieckgruppen av mängden av isomorfiklasser av dess ändligtgenererade projektiva moduler, betraktad som en monoid under direkta summan. Varje ringhomomorfism A → B ger en avbildning K0(A) → K0(B) genom att ta (klassen av) en projektiv A-modul M till M ⊗A B, vilket gör K0 till en kovariant funktor.
Om ringen A är kommutativ kn vi definiera en delgrupp av K0(A) som mängden
{\displaystyle {\tilde {K}}_{0}\left(A\right)=\bigcap \limits _{{\mathfrak {p}}{\text{ är ett primideal av }}A}\mathrm {Ker} \dim _{\mathfrak {p}}}
där
{\displaystyle \dim _{\mathfrak {p}}:K_{0}\left(A\right)\to \mathbf {Z} }
är avbildningen om sänder varje (klass av en) ändligtgenererad projektiv A-modul M till rangen av den fria {\displaystyle A_{\mathfrak {p}}}-modulen {\displaystyle M_{\mathfrak {p}}} (denna modul är faktiskt fri, emedan varje ändligtgenererad projektiv modul över en lokal ring är fri). Denna delgrupp {\displaystyle {\tilde {K}}_{0}\left(A\right)} är känd som den reducerade nollte K-teorin av A.
Om B är en pseudoring kan vi utvidga definitionen av K0 på följande vis. Låt A = B⊕Z vara utvidgningen av B till en ring med enhet, som fås genom att addera ett identitetselement (0,1). Då finns det en kort exakt följd B → A → Z och vi definierar K0(B) som nollrummet av den korresponderande avbildningen K0(A) → K0(Z) = Z.

### Fotnoter
1. ↑  Rosenberg (1994) p. 30